# خواكين توريس
خواكين توريس (بالإسبانية: Joaquín Torres)‏ (28 فبراير 1997 في الأرجنتين - ) هو لاعب كرة قدم أرجنتيني في مركز الوسط. لعب مع نيولز أولد بويز.

## وصلات خارجية
- خواكين توريس على موقع الدوري الأمريكي (الإنجليزية)
- خواكين توريس على موقع قاعدة بيانات كرة القدم.إي يو (الإنجليزية)
- خواكين توريس على موقع Soccerway.com (الإنجليزية)